# بروتين تشكل العظام

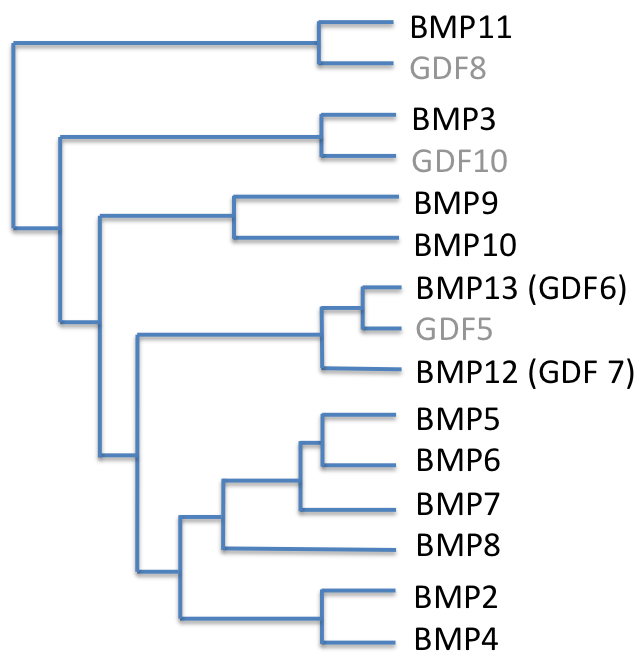
بروتينات عظم الثديات

بروتين تشكل العظام هي مجموعة من عوامل النمو المعروفة أيضًا باسم السيتوكينات والأيضيات. اكتُشفت في الأصل من خلال قدرتها على إحداث تكوين العظام والغضاريف، وتشكل مجموعة من الإشارات التشكلية المحورية، التي تنظم بنية الأنسجة في جميع أنحاء الجسم. يتم التأكيد على الأداء المهم لإشارات بروتين تشكل العظام في علم وظائف الأعضاء من خلال الأدوار المتعددة غير المنظمة في العمليات المرضية. غالبًا ما ينطوي المرض السرطاني على سوء تنظيم نظام إشارات بروتين تشكل العظام. يعد غياب إشارات بروتين تشكل العظام، على سبيل المثال: عاملاً مهمًا في تطورسرطان القولون. وعلى العكس من ذلك، فإن فرط نشاط إشارات بروتين تشكل العظام بعد التهاب المريء الناجم عن الارتجاع يثيرسرطان المريء.

## الاستخدامات الطبية
ينتج بروتينات تشكل العظام للاستخدام السريري باستخدام تقنية الحمض النووي البشري المؤتلف. حيث تستخدم في جراحات الفم. وجد أيضًا استخدامه مؤخرًا في علاج أمراض الكلى المزمنة.

## استخدام بدون تصريح
على الرغم من استخدام بروتينات تشكل العظام في علاج مجموعة متنوعة من الحالات المتعلقة بالعظام بما في ذلك اندماج العمود الفقري وعدم الالتئام، إلا أن مخاطر استخدامها للعلاج بدون تصريح غير مفهومة. بينما تمت الموافقة على استخدامها لتطبيقات محددة (عمليات اندماج العمود الفقري القطني مع نهج أمامي وعدم الالتئام في الساق) فإن ما يصل إلى 85٪ من جميع استخدامات بروتينات تشكل العظام تعد بدون تصريح.

## بديل للطعم الذاتي في عدم التئام العظام الطويلة
في عام 2001، وافقت إدارة الغذاء والدواء على بروتينات تشكل العظام لإعفاء الجهاز الإنساني كبديل للطعم الذاتي في حالات عدم الالتحام للعظام الطويلة. في عام 2004، تم تمديد الإعفاء من الأجهزة الإنسانية كبديل للطعم الذاتي للاندماج الخلفي الجانبي.
في عام 2002، تمت الموافقة على استخدامها للاندماج القطني الأمامي. في عام 2008، تمت الموافقة على إصلاح الفصال القطني الخلفي، كسورعظم القصبة المفتوحة مع تثبيت الظفر داخل النخاع. في هذه المنتجات، يتم توصيل بروتينات تشكل العظام إلى موقع الكسر عن طريق دمجها في غرسة عظم، وإطلاقها تدريجيًا للسماح بتكوين العظام، حيث يجب أن يكون تحفيز النمو بواسطة بروتينات تشكل العظام موضعيًا ومستدامًا لبضعة أسابيع. يتم التخلص منها من خلال كولاجين نقي يتم زرعها في موقع الكسر. [5] تساعد بروتينات تشكل العظام على نموها بشكل أفضل من أي مادة أخرى، لذا فهي تستخدم على نطاق واسع سريرياً.

## موانع
لا ينبغي استخدام بروتين تشكل العظام بشكل روتيني في أي نوع من أنواع اندماج العمود الفقري العنقي الأمامي، مثل استئصال القرص العنقي الأمامي والاندماج. هناك تقارير تفيد بأن هذا العلاج يسبب تورم الأنسجة الرخوة والذي بدوره يمكن أن يسبب مضاعفات تهدد الحياة بسبب صعوبة البلع والضغط على الجهاز التنفسي.

## الوظيفة
تتفاعل بروتينات تشكل العظام مع مستقبلات محددة على سطح الخلية، ثم يتم نقل الإشارة إلى داخل الخلية، يعد نقل الإشارة مهماً لنمو القلب والجهاز العصبي والغضاريف وكذلك نمو العظام بعد الولادة.ترتبط الطفرات في بروتينات تشكل العظام ومثبطاتها بعدد من الاضطرابات البشرية التي تؤثر على الهيكل العظمي. يُطلق على العديد من بروتينات تشكل العظام أيضًا اسم «البروتينات المورفولوجية المشتقة من الغضروف» بينما يُشار إلى البعض الآخر باسم «عوامل تمايز النمو». تشارك بروتينات تشكل العظام أيضًا في تكوين الدهون والتنظيم الوظيفي للأنسجة الدهنية.

## تاريخ
منذ زمن أبقراط، من المعروف أن للعظام إمكانيات كبيرة للتجديد والإصلاح. وصف نيكولاس سين، الجراح في كلية راش الطبية في شيكاغو، فائدة غرسات العظام المطهرة منزوعة الكالسيوم في علاج التهاب العظم وبعض تشوهات العظام. اقترح بيير لاكروا أنه قد يكون هناك مادة افتراضية تدعى أوستيوجينين، والتي قد تبدأ في نمو العظام. تم عرض الأساس البيولوجي لتشكل العظام بواسطة مارشال آر أوريست. توصل أورست إلى الاكتشاف الرئيسي وهو أن شرائح العظام المجففة بالتجميد المنزوعة المعادن تسببت في تكوين عظام جديدة عند زرعها في أكياس عضلية في الأرانب. تحفيز العظام هو سلسلة متتابعة متعددة الخطوات. الخطوات الرئيسية في هذا الشلال هي الانجذاب الكيميائي، والانقسام، والتمايز. كشفت الدراسات المبكرة التي أجراها هاري عن تسلسل الأحداث المرتبطة بتشكيل العظام. على أساس العمل أعلاه، يبدو من المحتمل أن المورفوجينات كانت موجودة في مصفوفة العظام. باستخدام مجموعة من المقايسات الحيوية لتكوين العظام، تم إجراء دراسة منهجية لعزل وتنقية البروتينات المفترضة لتشكيل العظام.